# 아이글라과
아이글라과(Aeglidae)는 십각목 집게하목에 속하는 갑각류과의 하나이다. 남아메리카에 제한적으로 분포한다.

## 분류
- 아이글라상과(Aegloidea) Dana, 1852
  - 아이글라과(Aeglidae) Dana, 1852
    - 아이글라속(Aegla) Leach, 1820
    - † 하우무리아이글라속(Haumuriaegla) Feldmann, 1984
    - † 프로타이글라속(Protaegla) Feldmann et al., 1998